# Малоплавниковая моллинезия

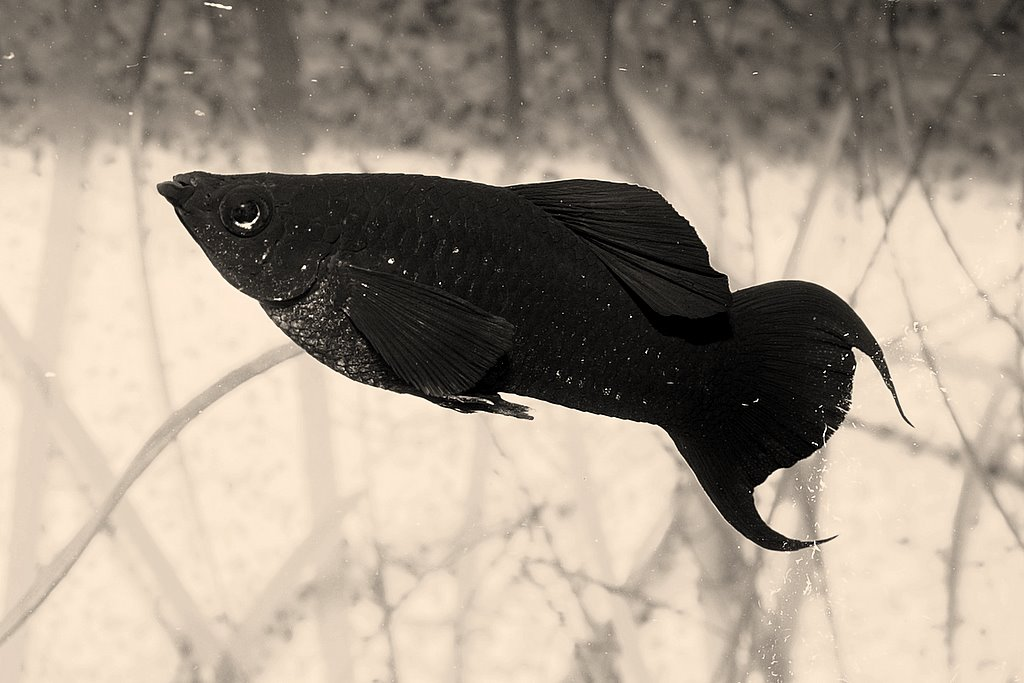
Black Molly

Малоплавниковая моллинезия (лат. Poecilia sphenops) — вид живородящих лучепёрых рыб семейства пецилиевых, обитающих в Центральной и Южной Америке.

## Описание
Вытянутое тело достигает длины от 4 до 6 см у самцов. Самки значительно крупнее, от 6 до 10 см и выглядят в целом более округлыми. Голова заострённая. Вид имеет множество локальных форм с различной окраской. Чаще окраска тела от голубовато-серого до коричневато-оливкового цвета. Вдоль боковых сторон тела расположены несколько продольных рядов оранжевых точек и сине-зелёных блестящих пятен. Грудные  и брюшные плавники чаще бесцветные, анальный плавник оранжевого цвета. Часто на спинном плавнике заметны чёрные пятна, а также оранжевая кромка с чёрной каймой.

## Распространение
Малоплавниковая моллинезия населяет пресноводные и солоноватые воды от Техаса до Колумбии и Венесуэлы.

## Образ жизни
Спектр питания вида наряду с растительным кормом охватывает мелких ракообразных, насекомых и других беспозвоночных. 
Очень миролюбивый вид, размножается несколько раз в год. После периода беременности от 26 до 35 дней появляются от 28 до 80 мальков размером от 6 до 8 мм. При достаточном ассортименте питания родители не преследуют своё потомство.

## Селекция
Выведенная в 1909 году форма чёрного окраса, так называемая Black Molly, получила широкое распространение в аквариумистике. Эта форма отличается от дикой большей чувствительностью и вместе с тем более незначительной продолжительностью жизни. 